# Ruffiac (Morbihan)
Ruffiac (Gallo Rufiac, bretonisch Rufieg) ist eine französische Gemeinde mit 1.396 Einwohnern (Stand 1. Januar 2022) im Département Morbihan in der Region Bretagne.

## Geografie
Ruffiac liegt rund 40 Kilometer nordöstlich von Vannes im Osten des Départements Morbihan.
Nachbargemeinden sind Caro im Norden, Réminiac im Nordosten, Tréal im Osten, Saint-Nicolas-du-Tertre im Südosten, Saint-Martin-sur-Oust im Süden, Saint-Laurent-sur-Oust im Südwesten und Westen sowie Missiriac im Nordwesten.

## Bevölkerungsentwicklung
| Jahr                       | 1962 | 1968 | 1975 | 1982 | 1990 | 1999 | 2006 | 2019 |
| Einwohner                  | 1563 | 1479 | 1482 | 1428 | 1374 | 1311 | 1381 | 1385 |
| Quellen: Cassini und INSEE |      |      |      |      |      |      |      |      |

## Sehenswürdigkeiten

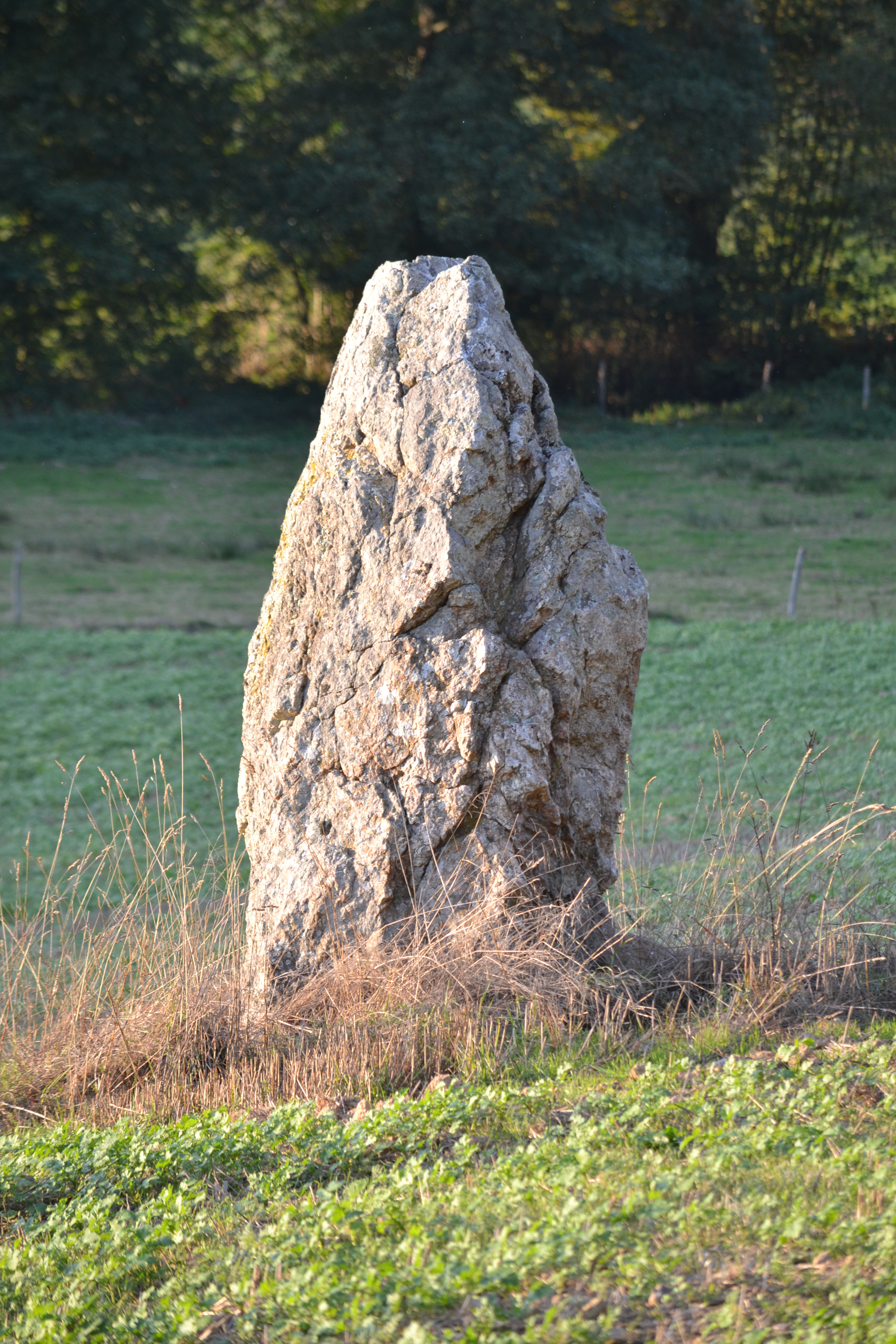
Menhir du Bodel
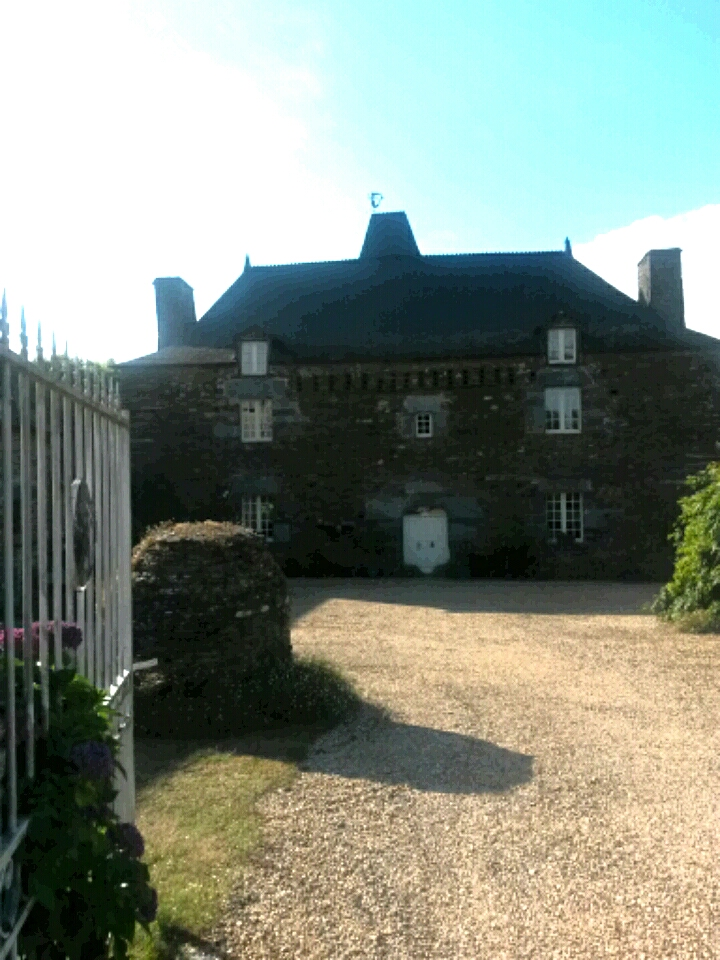
Herrenhaus Balangeard